# Аоґасіма (острів)
О́стрів Аоґасі́ма (яп. 青ヶ島, あおがしま, МФА: [aogaɕima], «Синій острів») — острів вулканічного походження в західній частині Тихого океану. Складова частина групи островів Ідзу, один з семи великих острів групи. Належить селу Аоґасіма області Хатідзьо префектури Токіо, Японія.

## Географія
Віддалений від острова Хатідзьо на 67 км. Станом на 2021 рік площа острова становила 5,98 км², населення — 170 осіб; довжина — 3,5 км, ширина — 2 км. За обрисами острів нагадує еліпс. У північно-західній острова лежить вулкан Маруяма. Його найвища точка, Оотонбу,, заввишки 423 м над рівнем моря. Вулкан має подвійну кальдеру. На острові є геотермальні джерела. Береги скелясті й важкодоступні, піднятися на них можна лише звивистою дорогою. Клімат субтропічний. Внутрішня кальдера засаджена камеліями.

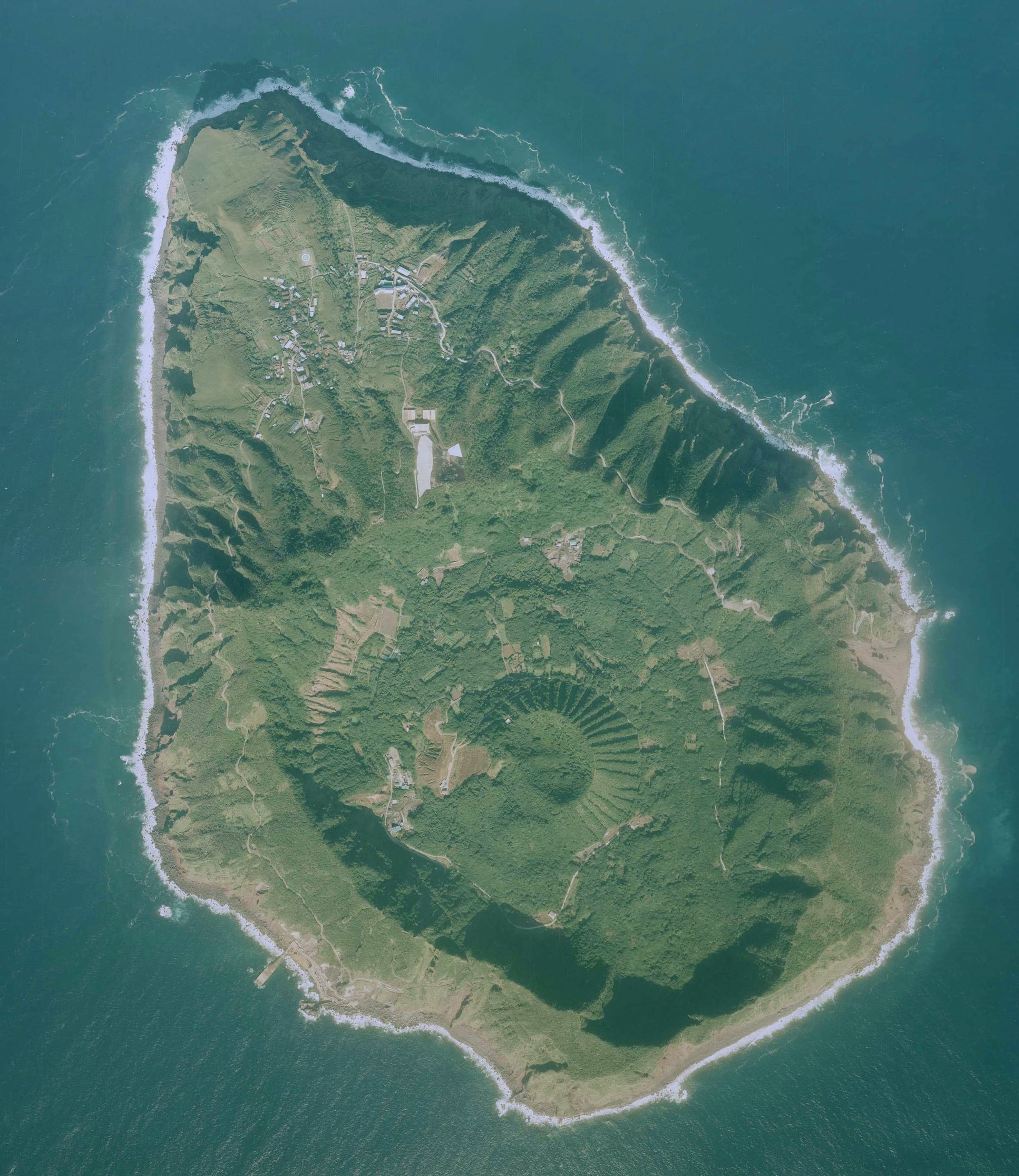
Маруяма - центральний конус у кальдері
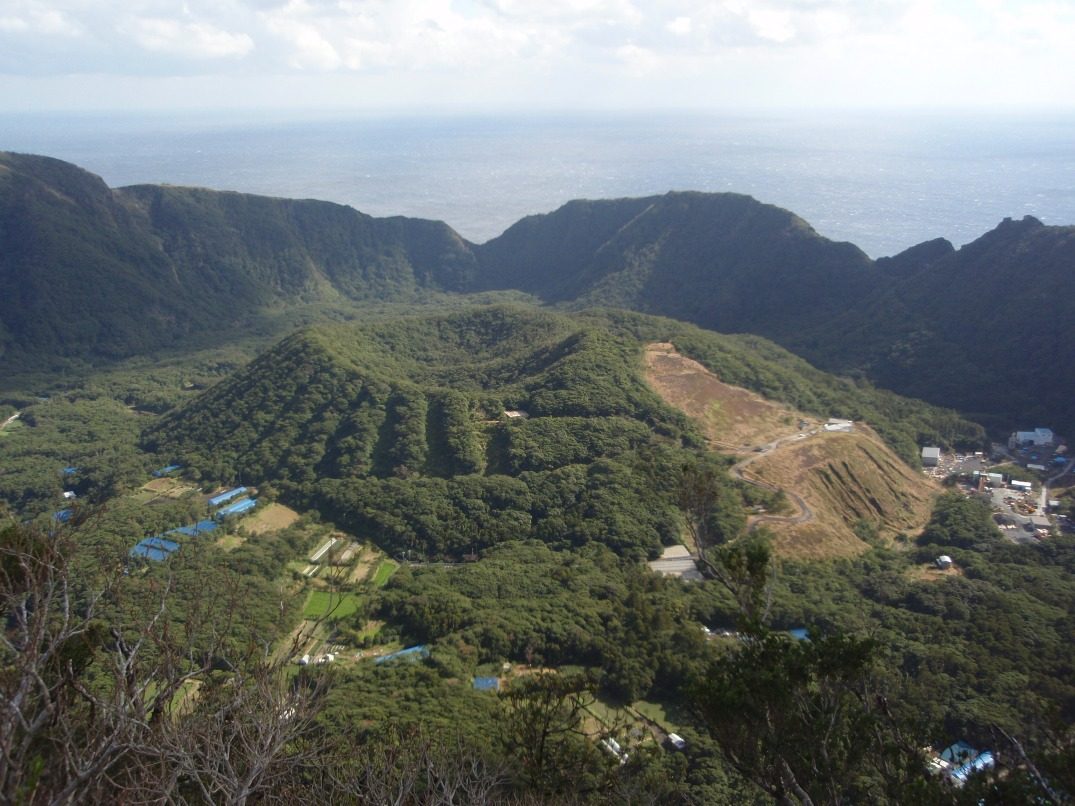
Маруяма зблизька

## Історія
Дата початку заселення острова невідома. Він згадується в хроніках періоду Едо, зокрема виверження вулкана в 1652 році та між 1670 і 1680. Останнє велике виверження цього вулкана було зафіксоване у 1783—1785 роках, коли майже всі поселення острова були знищені, 140 осіб загинули, а близько 200 врятувалися, перебравшись до сусіднього Хатідзьо. Після цього близько пів століття острів лишався безлюдним, але потім був заселений повторно. На честь повернення людей на Аоґасіму там встановлено монумент.
На острові облаштовано оглядовий майданчик, звідки відкривається вид на кальдеру. Сполучення з сусідніми островами підтримується водним транспортом або гелікоптером. Схили берега над портом укріплено від ерозії бетонними ґратами.

## Галерея

Аоґасіма (острів) на карті островів Ідзу
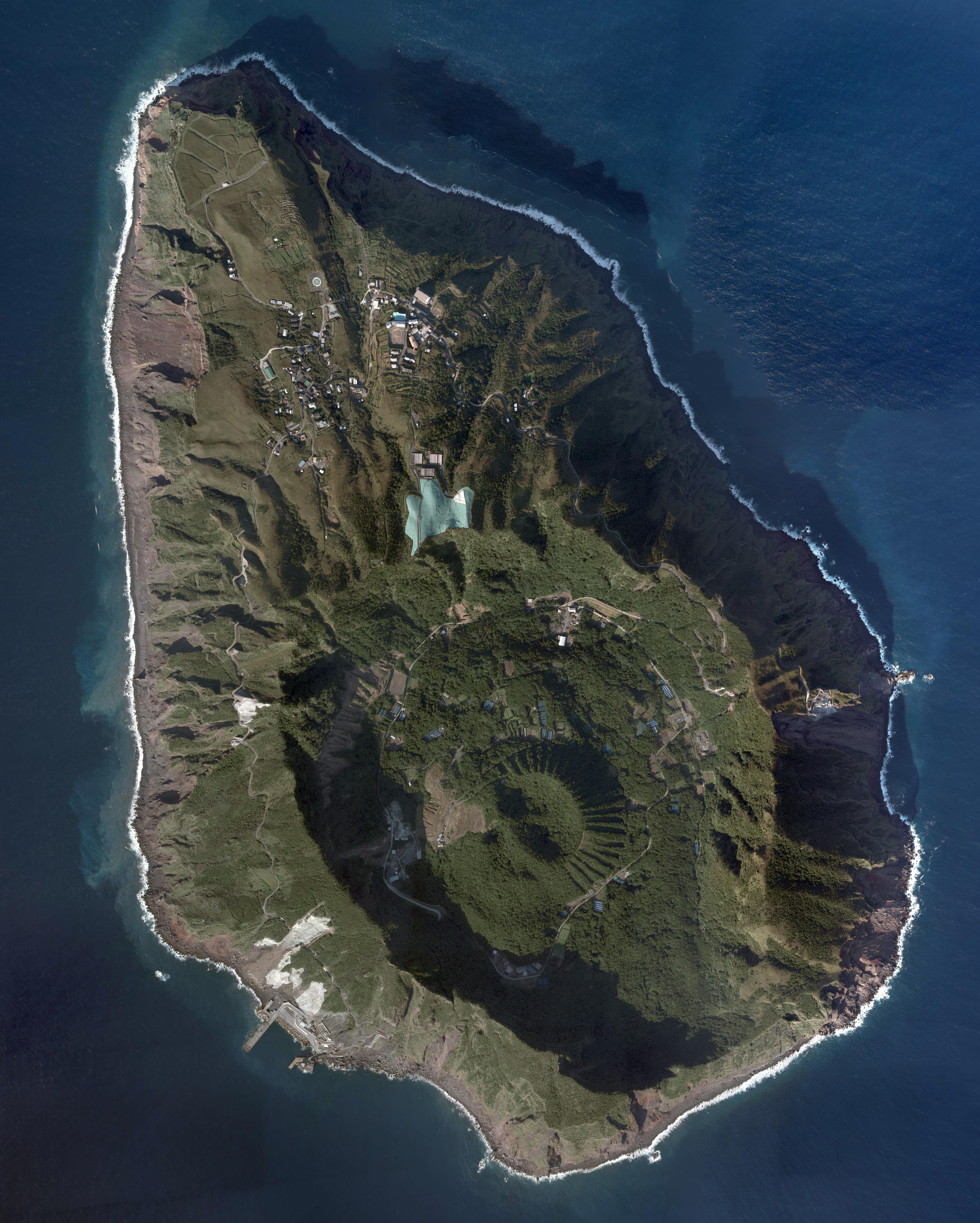
Супутниковий знімок острова